# Frizbi
Frizbi je često popularno ime za leteći disk, napravljen od plastike, obično prečnika 20 do 30 cm. Samo ime frizbi je zaštićeno ime firme Wham-O, i pravno se može odnositi samo na leteće diskove napravljene od strane ove kompanije. Međutim, često se pod frizbi misli na bilo koji plastični leteći disk.
Postoji više vrsta frizbija u zavisnosti od namene. Diskovi za  su standardnog prečnika od 28 cm, i težine od 175 g. Diskovi za disk golf su obično manji, nisu dizajnirani za hvatanje, već su posebno pravljeni za dugačke ili posebno zakrivljene putanje. Diskovi za pse su pravljeni od čvršćeg materijala da bi trajali pod ugrizima psa, i obično su plići i imaju veću površinu za hvatanje. Najzad, postoje i diskovi sa rupom u sredini, poznatiji kao , koji duže lete od običnih, ali nude manje putanja leta i načina da se bace. Frizbiji su najpopularniji među decom, ali najčešće u Americi i među odraslima.
Dostupan je širok spektar varijanti letećih diskova. Oni za disk golf su obično manji, ali gušći u poređenju sa ultimatnim frizbijem, i prilagođeni određenim profilima leta kako bi se povećala ili smanjila stabilnost i udaljenost. Najduže zabeleženo bacanje diska je ostvario Dejvid Vidžins mlađi sa udaljenosti od 1.109 ft (338 m). Disk pas sportovi koriste relativno sporo leteće diskove napravljene od savitljivijeg materijala kako bi se bolje oduprli ugrizu psa i sprečili povrede psa. Dostupni su i leteći prstenovi koji obično putuju znatno dalje od bilo kojeg tradicionalnog letećeg diska. Osvetljeni diskovi su napravljeni od fosforescentne plastike ili sadrže hemiluminiscentnu tečnost ili LED diode na baterije za igru nakon mraka. Drugi zvižde kada dostignu određenu brzinu u letu.
Termin frizbi se često koristi generički da opiše sve leteće diskove, dok je Frisbee registrovani zaštitni znak kompanije za igračke Wham-O. Ova zaštita dovodi do toga da organizovani sportovi kao što su altimet frizbi ili disk golf morali da se odreknu upotrebe reči „frizbi“.

## Istorija
Volter Frederik Morison i njegova buduća supruga Lusil zabavljali su se bacajući poklopac od konzerve kokica posle večere na Dan zahvalnosti 1937. Oni su ubrzo otkrili tržište za laki leteći disk kada im je ponuđeno 25 centi za posudu za tortu koji su bacali napred i nazad na plaži u blizini Los Anđelesa, Kalifornija, Sjedinjene Države. „To je dovelo do okretanja točkova, jer ste mogli da kupite posudu za torte za pet centi, a ako su ljudi na plaži bili voljni da plate 25 centi za to, onda - bilo je posla”, rekao je Morison za list The Virginian-Pilot 2007.
„Radili smo na sajmovima, demonstrirajući to“, rekao je Morison za The Virginian-Pilot. Njih dvoje su jednom čuli da neko kaže da par koristi žice da bi diskovi lebdeli, te su razvili prodajni predlog: „Leteći tanjir je besplatan, ali nevidljiva žica košta $1.“ „Tamo smo naučili da možemo da prodamo ove stvari”, rekao je on, jer su ljudi bili oduševljeni njima.
Morison i Franscioni su okončali svoje partnerstvo početkom 1950. godine, a Morison je 1954. osnovao sopstvenu kompaniju pod nazivom Američki trendovi za kupovinu i prodaju letećih tanjira, koji su napravljeni od fleksibilne polipropilenske plastike od strane preduzeća Southern California Plastics, koristeći originalni kalup. On je otkrio da može jeftinije da proizvede sopstveni disk i dizajnirao je novi model 1955. nazvan Pluto Plater, arhetip svih modernih letećih diskova. Prodao je prava na Wham-O 23. januara 1957. godine. Godine 1958, Morison je dobio U.S. patent za dizajn D183,626 za svoj proizvod.
U junu 1957. godine, Wham-O suosnivači Ričard Kner i Artur „Spud“ Melin dali su disku naziv brenda „Frizbi“ nakon što su saznali da studenti nazivaju Pluto Plater tim izrazom, što je proisteklo iz Konektikatskog proizvođača pita Frisbie Pie Company, dobavljač pita za Univerzitet Jejl, gde su studenti započeli zaluđenost na kampusu bacajući prazne posude za pite sa otisnutim logom kompanije — na način na koji su Morison i njegova supruga to činili 1937. godine.
U novembru 1957. godine, u onome što je verovatno prvi rok mjuzikl ikada izveden, Anything & Everything, koji je napisao vizionarski pionir informacionih tehnologija Ted Nelson kada je bio junior na Svartmor koledžu (sa Ričardom L. Kapjanom), igra frizbija (piše se Frisby) je opisana (po prvi put se frizbi pojavio u zvaničnom rukopisu) u pesmi „Friz Me the Frisby“, dok se frizbi dodavao među marioneta u publici. Scena je bila eksplicitno zamišljena kao način da se igra predstavi publici.
Čovek iza uspeha frizbija, međutim, bio je Ed Hedrik iz južne Kalifornije, angažovan 1964. godine kao generalni menadžer kompanije Wham-O i potpredsednik marketinga. Hedrik je redizajnirao Pluto Plater tako što je preradio kalup, uglavnom da bi uklonio imena planeta, ali je slučajno povećao debljinu i masu oboda u tom procesu, stvarajući disk koji se može kontrolisati i koji se može preciznije baciti.
Hedrik je postao poznat kao otac frizbi sporta; osnovao je Međunarodnu frizbi asocijaciju i imenovao Dena Rodika za njenog šefa. Rodik je počeo da uspostavlja standarde turnira Severnoameričke serije (NAS) za različite frizbi sportove, kao što su slobodni stil, Guts, teren duplog diska i sveukupni događaji. Hadrik je kasnije pomogao u razvoju disk golfa, koji se prvo igrao sa frizbijima, a kasnije i sa više aerodinamičnim diskovima sa zakošenim obodom, tako što je izmislio standardizovane mete nazvane „rupe od stubova“. Kada je Hedrik umro, on je kremiran, a njegov pepeo je oblikovan u memorijalne diskove i dat porodici i bliskim prijateljima i prodat u korist Memorijalnog muzeja Eda Hedrika.
Frizbi je uveden u Nacionalni hol slavnih igračaka 1998. godine.

## Tehnike bacanja frizbija
Postoji veliki broj tehnika bacanja frizbija, međutim nekoliko je veoma često korišćeno i opšte prihvaćeno kao standardno. Tri osnovna načina da se baci frizbi su bekend, forhend i čekić. Bitna stvar kod svih tehnika bacanja frizbija jeste da se frizbi dobro zavrti kako bi imao veliki moment, i da se baci tako da ne osciluje oko svoje vertikalne ose (da se  „ne trese“ tokom leta). 

### Bekend
Tehnika koja se prvi uči u bacanju frizbija, i koja deluje najlogičnije i intuitivnije. I pored svoje jednostavnosti daje veliki izbor putanja frizbija i omogućava da se frizbi daleko baci. Tehnika dolazi u dve osnovne varijacije, za precizno i daleko bacanje. 
- Hvat: Palac se nalazi na gornjem delu frizbija na delu za hvat, a savijenim prstima se donji deo frizbija pridržava. Kažiprst može biti na ivici frizbija (precizno bacanje) ili ispod frizbija sa ostalim prstima, sem kažiprsta (daleko bacanje).

|  |  |  |  |

- Bacanje: Ruka počinje savijena u laktu ispred tela, sa frizbije tačno na sredini tela, obično u visini struka. Većina igrača preferira da nakrivi frizbi malo tako da frizbi nije paralelan sa zemljom, već mu je kraj suprotan od mesta gde se drži bliži zemlji. Na ovaj način zglob pri bacanju je ispravljen i nalazi se u produžetku ruke. Frizbi se baca ispravljanjem ruke prema napred i postepenim dovođenjem frizbija u položaj paralelan sa zemljom (u slučaju da se baca ravna putanja). Ruka počinje pokret iz lakta, a završava se trajem zgloba i ispuštanjem frizbija.

### Forhend
Napredna tehnika bacanja frizbija. Omogućava da se frizbi leti izuzetno brzo i pravo. Preciznost se teško dostiže, ali jednom kada se ovlada tehnikom nudi veoma efektan i koristan način bacanja frizbija. 
- Hvat: Postavite prste u desni tetraedar, tj tako da su palac, kažiprst i srednji prst normalni jedni na druge (palac i kažiprst čine kao „pištolj“ a srednji prst je normalan na ravan pištolja). Frizbi postavite tako da naleže između kažiprsta i palca, palcem poklopite gornji deo frizbija. Postoje dve varijante hvata, jedna je kada kažiprst ostaje ispružen na sredini frizbiji, pomažući balansiranju, a druga kada se kažiprst savija prema srednjem prstu da bi se pomoglo jače rotiranje diska (ova druga varijanta je prikazana na slici ispod).

|  |  |

- Bacanje: Ruka počinje pored tela, malo savijena u laktu, a frizbi u visini ramena. Suprotno od bekenda, slobodni kraj frizbija se blago nakrivi prema gore, tako da frizbi nije potpuno paralelan sa zemljom. Ovo se radi da bi zglob prirodno stajao kao produžetak ruke. Najbitnija stvar kod bacanja forhenda jeste da se ne baca iz ramena, ni iz lakta, već jedino iz zgloba šake. Zato je pokret pri bacanju veoma mali, baca se trzajem iz zgloba, a lakat se pomera tek toliko da taj trzaj podrži. Sam čin izbacivanja je sličan kao pucketanje prstima, te kažiprst i palac rade zajedno da bi rotirali disk. Neki početnici nalaze korisno da suprotnom rukom drže sebi mišicu ruke priljubljenom uz telo dok izbacuju frizbi da bi sprečili prirodan nagon da postupak bacanja počne iz ramena.

### Čekić
Ova tehnika je veoma slična forhendu, ali omogućuje da se frizbi baca naopačke, tj da leti naopačke. Tehnika je zgodna kada treba prebaciti igrača koji se nalazi tačno ispred bacača frizbija (tj kao na slici iznad). 
- Hvat: potpuno identičan kao kod forhenda. Sa tim što se obično hvat svodi na drugu varijantu, gde je prst kažiprst pored srednjeg prsta, a ne ispružen na sredini frizbija.

- Bacanje: uhvatite frizbi kao za forhend, ali ga postavite tačno iznad glave, kao da sebi hoćete da stavite kapu, i držite frizbi naopačke. Ruka je malo povijena u laktu. Tehnika izbacivanja frizbija je slična kao kod forhenda, samo što se izbacivanje iz zgloba kombinuje sa izbacivanjem iz lakta da bi se dobilo na brzini. Tipična putanja frizbija je lagano ravno padanje, pa obratite pažnju da se ovom tehnikom frizbi ne može baciti daleko.

## Putanja frizbija
Putanja kojom će frizbi leteti zavisi od sledećih parametara: nakrivljenosti frizbija prilikom bacanja, mesta ispuštanja frizbija, količine rotacija koju frizbi ima. Nakrivljene putanje izgledaju atraktivno, ali se teško kontrolišu, i zahtevaju dosta veštine. Dva osnovna termina se koriste da se opišu putanje: 
- Izvan-unutra putanja (plava boja), koja nastaja kada se frizbi baca tako da se prvo udaljava od ose tela, a onda približava. Bez obzira na vrstu bacanja, ovakva putanja se dobija kada se frizbi nakrivi pri ispuštanju tako da mu je deo bliži osi tela bliži zemlji. Odnosno, ako imate nešto nacrtano na gornjem delu frizbija, da crtež gleda prema osi tela. Frizbi se tada baca malo u stranu. Na primer, ako se baca forhend (desna plava linija) frizbi će biti nakrivljen prema telu, toliko da bude skoro vertikalan, baca se od desno od mete, i frizbi umesto da je pored tela, krivljenjem ruke unazad se dovodi u poziciju da gotovo dodiruje rame.

- Unutra-izvan putanja (zelena boja), koja nastaje kada se frizbi baca tako da preseca osu tela. Na primer ako se baca bekend (leva zelena linija), frizbi se baca kao i obično, jedino što se ne ispravlja pre izbacivanja. Umesto toga se održava nakrivljenost (tako da gornji deo frizbija gleda prema osi tela), a pokret ruke pri izbacivanju kao da se želi baciti frizbi desno od mete. Taman toliko da zakrivljena putanja dovede frizbi tačno do mete.

## Zanimljivosti
Rekord u dobacivanju frizbija iznosi 126 sati.

## Napomene
1. ↑  It is often mistakenly reported that the company began producing Frisbees on this date,[8] but production did not actually begin until a few months later.[9]

## Literatura
- Stancil E. D. Johnson (1975). Frisbee: A Practitioner's Manual and Definitive Treatise. ISBN 978-0-911104-53-0.
- Horowitz, Judy; Bloom, Billy (1984). Frisbee: More Than a Game of Catch. Macmillan Reference USA. ISBN 978-0-88011-105-8.
- Norton, Gary, The Official Frisbee Handbook, New York, Toronto, London: Bantam Books, 1972
- Danna, Mark; Poynter, Dan (1980). Frisbee Players' Handbook. Para Pub. ISBN 978-0-915516-19-3.
- Tips, Charles; Roddick, Dan (1979). Frisbee, sports and games. Celestial Arts Publishing Company. ISBN 978-0-89087-233-8.
- Tips, Charles (1977). Frisbee by the Masters. Celestial Arts Publishing Company. ISBN 978-0-89087-142-3.
- Morrison, Fred; Kennedy, Phil (2006). Flat Flip Flies Straight: True Origins of the Frisbee. ISBN 978-0-9774517-4-6.
- Lorenz, Ralph (2006). Spinning flight: dynamics of frisbees, boomerangs, samaras, and skipping stones. Springer Verlag. ISBN 978-0-387-30779-4.

## Spoljašnje veze
- World Flying Disc Federation (WFDF) – international sports governing body for flying disc games
- History of Frisbee and Disc Sports
- Flying Disc Museum
- All Frisbee Throw and catch techniques